# Гринвуд, Лин
Лин Гри́нвуд (англ. Lyn Greenwood; род. Австралия) — австралийская кёрлингистка.
В составе женской сборной Австралии участник восьми Тихоокеанско-азиатских чемпионатов (лучший результат — четырежды серебряные и дважды бронзовые призёры). Восьмикратный чемпион Австралии среди женщин.
Играла в основном на позициях первого и второго.

## Достижения
- Тихоокеанско-азиатский чемпионат по кёрлингу: серебро (1993, 1994, 1995, 1996), бронза (1998, 2001).
- Чемпионат Австралии по кёрлингу среди женщин: золото (1993, 1994, 1995, 1996, 1998, 2001, 2002, 2003).

## Команды
| Сезон   | Четвёртый   | Третий             | Второй        | Первый            | Запасной                         | Турниры                       |
| ------- | ----------- | ------------------ | ------------- | ----------------- | -------------------------------- | ----------------------------- |
| 1993—94 | Линн Хьюитт | Christine Traquair | Ellen Weir    | Лин Гринвуд       | Audrey Bedford                   | ЧАЖ 1993 · ТАЧ 1993           |
| 1994—95 | Ellen Weir  | Лин Гринвуд        | Daryl Davies  | Rhonda Shallcross |                                  | ЧАЖ 1994 · ТАЧ 1994           |
| 1995—96 | Линн Хьюитт | Linda Carter-Watts | Ellen Weir    | Лин Гринвуд       |                                  | ЧАЖ 1995 · ТАЧ 1995           |
| 1996—97 | Линн Хьюитт | Linda Carter-Watts | Ellen Weir    | Лин Гринвуд       | Christine Traquair               | ЧАЖ 1996 · ТАЧ 1996           |
| 1998—99 | Линн Хьюитт | Ellen Weir         | Sarah Herbert | Лин Гринвуд       | Сэнди Ганьон                     | ЧАЖ 1998 · ТАЧ 1998           |
| 2001—02 | Хелен Райт  | Линн Хьюитт        | Лин Гринвуд   | Ellen Weir        | Сэнди Ганьон                     | ЧАЖ 2001 · ТАЧ 2001           |
| 2002—03 | Хелен Райт  | Линн Хьюитт        | Лин Гринвуд   | Ellen Weir        | Сэнди Ганьон                     | ЧАЖ 2002 · ТАЧ 2002 (4 место) |
| 2003—04 | Хелен Райт  | Сэнди Ганьон       | Лин Гринвуд   | Janet Cobden      | Jenn Gagnon тренер: Джеральд Чик | ЧАЖ 2003 · ТАЧ 2003 (4 место) |

(скипы выделены полужирным шрифтом)